# Short S.38
El Short S.38 fue uno de los primeros aviones británicos, construido por Short Brothers.

## Diseño y desarrollo
El Short S.38 era originalmente un Short S.27 con el número de fabricante S.38. Tras un accidente al izar esta aeronave a bordo HMS London, los restos fueron devueltos a Shorts, donde el avión fue reconstruido con importantes modificaciones, y el diseño resultante se conoció como tipo Short S.38.
El reconstruido S.38 tenía el mismo diseño básico que el avión original, siendo un biplano propulsor de envergaduras desiguales, con un elevador montado en la parte delantera y un empenaje sostenido por botalones de madera arriostrados mediante cables, detrás del ala. Se diferenciaba por tener nuevas alas de mayor envergadura, una góndola para acomodar a los dos miembros de la tripulación, sentados en tándem, y superficies de cola modificadas, con el plano de cola agrandado y timones gemelos instalados. El elevador delantero estaba montado sobre botalones, como en el avión original.
Los aviones de producción se diferenciaban por tener el elevador delantero montado en un estabilizador elevado en la parte delantera de la góndola. Además, los paneles exteriores del ala superior tenían un borde de ataque aflechado y estaban equipados con un ligero diedro.

## Historia operacional
El avión fue volado por primera vez por el teniente C.R. Samson, el 30 de agosto de 1912.
Posteriormente, Shorts construyó nueve aviones de producción (c/n S.54-62), y algunos permanecieron en uso con el RNAS después del estallido de la Primera Guerra Mundial, y se utilizaron para realizar trabajos de patrulla costera en el RNAS Great Yarmouth, y más tarde en fines de formación en RNAS Eastchurch. En 1915, el RNAS, satisfecho con sus propulsores Shorts, quiso realizar pedidos de más aviones tipo S.38 para utilizarlos como entrenadores básicos. Como Short Brothers estaba ocupado construyendo modelos posteriores, los pedidos se realizaron a subcontratistas: Pemberton-Billing Ltd construyó doce aviones y White and Thompson construyó 24 S.38, continuándose las entregas hasta 1916 y permaneciendo el modelo en servicio hasta 1917.

## Accidentes e incidentes
El modelo sufrió dos accidentes fatales:
- 12 de septiembre de 1915: el matriculado 65 resultó destruido en una colisión en el aire con un Caudron G.III en Eastchurch y los pilotos de ambos aviones murieron.[6]
- 10 de enero de 1916: el matriculado 3148 se estrelló mientras volaba a baja altura cerca de Eastbourne y dos tripulantes murieron.[7][8]

## Especificaciones
Referencia datos: Barnes 1967, p.70

### Características generales
- Tripulación: Dos (piloto y observador)
- Longitud: 10,8 m (35,5 ft)
- Envergadura: 16 m (52,5 ft)
- Superficie alar: 46 m² (495,2 ft²)
- Peso vacío: 499 kg (1099,8 lb)
- Peso cargado: 680 kg (1498,7 lb)
- Planta motriz: 1× motor rotativo de 7 cilindros refrigerado por aire Gnome Lambda.
  - Potencia: 50 kW (69 HP; 68 CV)
- Hélices: Bipala de paso fijo

### Rendimiento
- Velocidad máxima operativa (Vno): 93 km/h (58 MPH; 50 kt)
- Alcance: 464 km (251 nmi; 288 mi) (5 h)
- Carga alar: 15 kg/m² (3,1 lb/ft²)

## Aeronaves relacionadas

### Secuencias de designación
- Secuencia S._ (interna de Short, anterior a 1921): ← S.34 - S.35 - S.36 - S.38 - S.39 - S.41 - S.43 -- S.51 - S.52 - S.53 - S.62 - S.80 - S.81